# Édition 2025 du First Stand Tournament
Navigation
Édition 2026
L'Édition 2025 du First Stand Tournament est la première itération du First Stand Tournament, aussi appelé First Stand ou encore FST, un tournoi ayant lieu sur le jeu League of Legends. 
Le tournoi, organisé par Riot Games, oppose la meilleure équipe de chaque région pendant une semaine, après la fin du premier segment de l'année,. Cette édition a pour slogan Yours For the Taking, ou À portée de main en français.
L'édition inaugurale du tournoi a été remportée par Hanwha Life Esports, qui représente la LCK, avec un score final de 3-1 face à la Karmine Corp, représentant le LEC. Grâce à cette victoire, Hanwha Life Esports s'offre son premier succès à l'international. La compétition ajoute également la Fearless Draft, qui devait être la particularité du First Stand, mais est devenu une nouveauté globale dans toutes les compétitions de l'année.
Cette édition se tient à Séoul, en Corée du Sud, dans le LoL Park, où se jouent d'habitude les matchs de la LCK.
| Corée du Sud, Séoul  | Corée du Sud, Séoul |
| -------------------- | --- |
| LoL Park - LCK Arena | |
| Capacité : 450       | |
|                      | [[Fichier:South Korea adm location map.svg\|200px\|{{#if:\|{{{alt}}}\|Édition 2025 du First Stand Tournament est dans la page Corée du Sud.]]Séoul |

## Équipes qualifiées
Chaque ligue a pu envoyer respectivement une équipe au First Stand. Ainsi, un représentant de la League of Legends Champions Korea (LCK), du League of Legends EMEA Championship (LEC), du League of Legends Championship Pacific (LCP), de la League of Legends Pro League (LPL) et du League of Legends Championship of the Americas (LTA) sont présents dans la compétition.
| Région         | Ligue | Critère de qualification       | Équipe              | Abréviation |
| -------------- | ----- | ------------------------------ | ------------------- | ----------- |
| Chine          | LPL   | Champion du premier split      | Top Esports         | TES         |
| Corée du Sud   | LCK   | Champion de la LCK Cup         | Hanwha Life Esports | HLE         |
| Europe         | LEC   | Champion du Winter Split       | Karmine Corp        | KC          |
| Amériques      | LTA   | Champion du premier split      | Team Liquid         | TL          |
| Asie-Pacifique | LCP   | Champion des Qualifying Series | CTBC Flying Oyster  | CFO         |

## Format
Le tournoi oppose d'abord les cinq équipes dans Group Stage consistant à un match en deux manches gagnantes (BO3), où chaque équipe va s'affronter une fois. Les quatre meilleures équipes vont alors accéder au Knockout Stage, tandis que la dernière équipe est éliminée de la compétition.
Lors du Knockout Stage, l’équipe ayant terminé première du Group Stage affrontera celle classée quatrième, tandis que la deuxième affrontera la troisième. Les deux équipes s'étant imposée dans ces rencontres en trois manches gagnantes (BO5) pourront alors s'affronter en finale.
Le vainqueur de l'événement se verra doté d'une dotation financière, et permettra à sa région d'envoyer ses deux meilleures équipes lors du second segment de la saison au Main Event du MSI.

## Group Stage

### ClassementGroup Stage
| Clas. | Équipe              | MJ | V | D | Conséquence                     |
| ----- | ------------------- | -- | - | - | ------------------------------- |
| 1     | Hanwha Life Esports | 4  | 4 | 0 | Qualifié pour le Knockout Stage |
| 2     | CTBC Flying Oyster  | 4  | 3 | 1 | Qualifié pour le Knockout Stage |
| 3     | Karmine Corp        | 4  | 1 | 3 | Qualifié pour le Knockout Stage |
| 4     | Top Esports         | 4  | 1 | 3 | Qualifié pour le Knockout Stage |
| 5     | Team Liquid         | 4  | 1 | 3 | Éliminé du First Stand          |

### Détails des matchs
Les rencontres du Group Stage sont en deux manches gagnantes (BO3).
| Jour    | Match | Équipe 1 | Score Final | Équipe 2 |
| ------- | ----- | -------- | ----------- | -------- |
| 10 Mars | 1     | TL       | 2 - 1       | KC       |
| 10 Mars | 2     | HLE      | 2 - 0       | TES      |
| 11 Mars | 3     | CFO      | 2 - 0       | KC       |
| 11 Mars | 4     | TL       | 0 - 2       | TES      |
| 12 Mars | 5     | CFO      | 0 - 2       | HLE      |
| 12 Mars | 6     | KC       | 2 - 0       | TES      |
| 13 Mars | 7     | TL       | 0 - 2       | CFO      |
| 13 Mars | 8     | KC       | 1 - 2       | HLE      |
| 14 Mars | 9     | CFO      | 2 - 0       | TES      |
| 14 Mars | 10    | TL       | 1 - 2       | HLE      |

### Tie-breaks
- Les tie-breaks prennent en compte le nombre de parties remportées, et pas forcément le nombre de rencontres remportées.

Ainsi, la Karmine Corp obtient la troisième position en ayant remporté trois parties (une partie face à TL, deux parties face à TES).
Top Esports va compléter la liste des équipes qualifiées en prenant la quatrième place grâce à leur deux parties remportées face à TL.
Même si Team Liquid a également remporté deux parties, ils prennent la cinquième et dernière position à cause de leurs trois défaites (une face à KC, deux face à TES).

## Knockout Stage
Les rencontres du Knockout Stage sont en trois manches gagnantes (BO5).
|  | Demi-finales            | Demi-finales            |                  |   | Finale  | Finale  |
|  | Demi-finales            | Demi-finales            |                  |   | Finale  | Finale  |
|  |                         |                         |                  |   |         |         |
|  | 15 Mars                 | 15 Mars                 |                  |   | 16 Mars | 16 Mars |
|  | 15 Mars                 | 15 Mars                 |                  |   | 16 Mars | 16 Mars |
|  | CTBC Flying Oyster (2)  | 2                       |                  |   | 16 Mars | 16 Mars |
|  | CTBC Flying Oyster (2)  | 2                       |                  |   | 16 Mars | 16 Mars |
|  | Karmine Corp (3)        | 3                       |                  |   | 16 Mars | 16 Mars |
|  | Karmine Corp (3)        | 3                       | Karmine Corp (3) | 1 |         |         |
|  | 15 Mars                 |                         | Karmine Corp (3) | 1 |         |         |
|  |                         | Hanwha Life Esports (1) | 3                |   |         |         |
|  | Hanwha Life Esports (1) | Hanwha Life Esports (1) | 3                | 3 |         |         |
|  | Hanwha Life Esports (1) |                         |                  | 3 |         |         |
|  | Top Esports (4)         | 0                       |                  |   |         |         |
|  | Top Esports (4)         | 0                       |                  |   |         |         |

## Classement final
Une dotation financière de 1 million de dollars a été partagée entre les cinq équipes.
| Clas. | Équipe              | Réc. (%) | Dot. ($)  |
| ----- | ------------------- | -------- | --------- |
| 1er   | Hanwha Life Esports | 30%      | 300 000 $ |
| 2e    | Karmine Corp        | 22,5%    | 225 000 $ |
| 3e-4e | CTBC Flying Oyster  | 17,25%   | 172 500 $ |
| 3e-4e | Top Esports         | 17,25%   | 172 500 $ |
| 5e    | Team Liquid         | 13%      | 130 000 $ |